# Четрдесет мученика у Севастеји
Светих Четрдесет Мученика у Севастији су били војници у римској војсци (родом из Кападокије) који су веровали у Исуса Христа. Када је отпочело гоњење у време цара Лицинија, они су изведени на суд пред војводу, и овај им је запретио да ће им одузети част војничку, на шта је један од њих — Свети Кандид одговорио: „Не само част војничку, но и тела наша узми од нас; ништа нам није драже и чaсније од Христа Бога нашега”. После тога наредио је војвода слугама да камењем бију свете мученике. Али, када су слуге бацале камење на хришћане, оно се враћало и падало на њих саме. Један камен погодио је војводино лице и разбио му зубе. Мучитељи потом везаше свете мученике и бацише их у језеро, и поставише стражу унаоколо, да ниједан не изађе. Био је страшан мраз, и језеро се ледило око тела мученичких. Да би муке биле јаче, мучитељи загрејаше и осветлише купатило крај језера, не би ли како прелестили кога од њих, да се одрекне Христа и призна идоле римске. Заиста, један се прелести, изађе из воде и крену ка купатилу. Међутим, на његовом прагу је умро. Хришћани верују да је ноћу падала необична светлост с неба, која је разгрејала воду у језеру и тела мученика, а са том светлошћу се са неба спустило тридесет девет венаца на главе њихове. То је видео један стражар с обале, па се свуче, исповеди име Исуса Христа, и уђе у језеро, да би се он удостојио оног четрдесетога венца. И заиста, на њега сиђе тај последњи венац. Сутрадан изненади се цео град кад виде мученике живе. Тада судије наредише те им пребише голени, и бацише тела њихова у воду, да их хришћани не узму. Хришћани такође верују да су се трећега дана јавили мученици месном епископу Петру и позвали га да сакупи по води и извади мошти њихове. Изађе епископ по ноћи са клиром својим, и видеше на води где се светле мошти мученичке. И свака кост која је била одвојена од тела њихових, исплива на површину и светлела се као свећа. Покупили су их и чесно сахранили. Мученички су пострадали 320. године.
Српска православна црква слави их 9. марта по црквеном, а 22. марта по грегоријанском календару.